# Dušan Stefančič

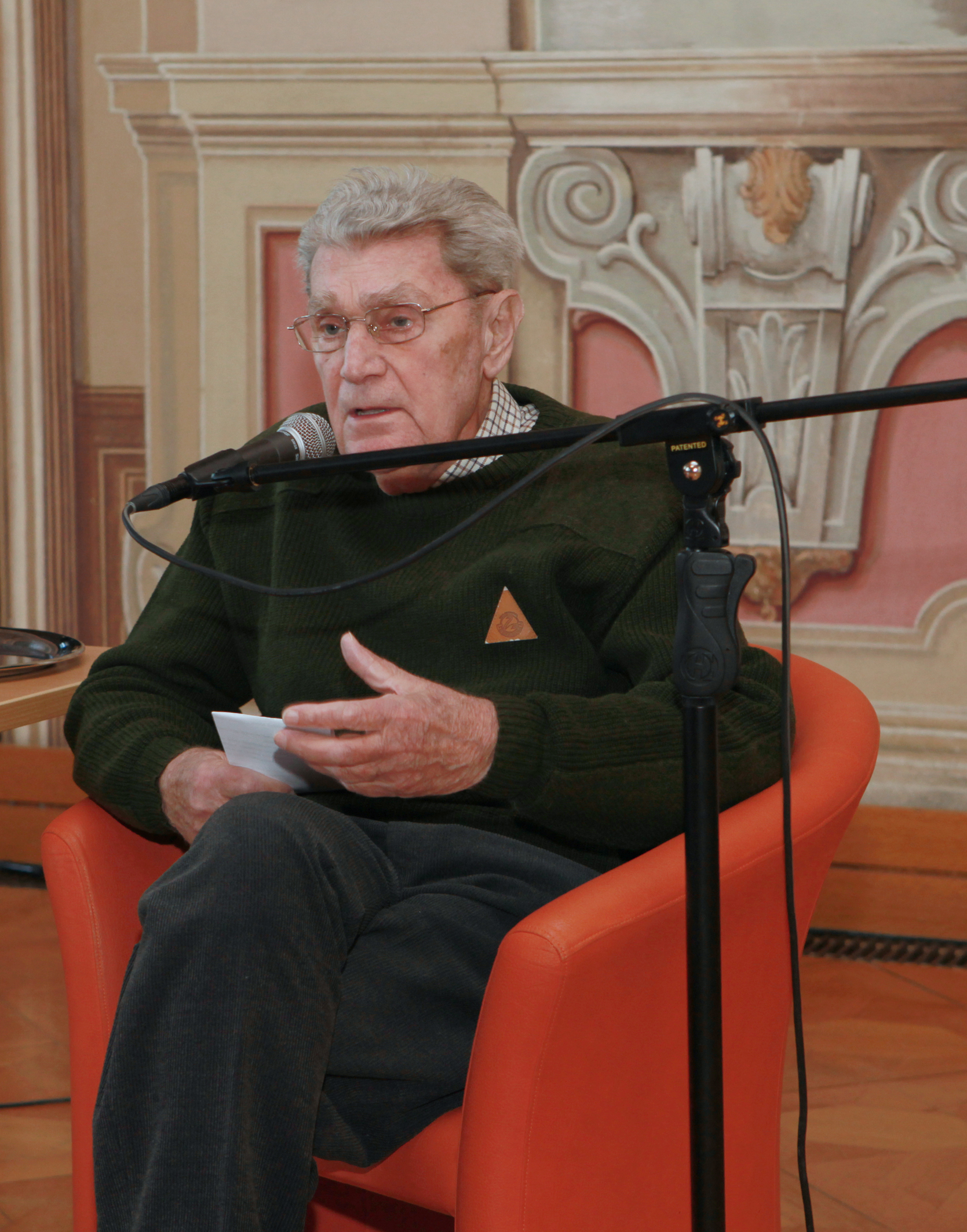
Dušan Stefančič im Gespräch mit Jugendlichen, National Museum für Zeitgeschichte, Ljubljana, 2016

Dušan Stefančič (* 14. August 1927 in Gornji Grad) ist Ehrenpräsident des Internationalen Mauthausen Komitees und Präsident des slowenischen Mauthausen-Komitees. Er überlebte sechs Konzentrationslager.

## Kindheit und Jugend im Königreich Jugoslawien
Dušan Stefančič, geboren im slowenischen Gornji Grad, wuchs im Odžaci in der Vojvodina im jugoslawischen Königreich auf. Sein Vater war Tierarzt und wurde oft beruflich versetzt, weswegen die Familie oft umziehen musste. Stefančič lernte neben seiner Muttersprache Slowenisch auch Serbisch in der Schule und Deutsch auf der Straße, weil der Ort Ođaci eine deutschsprachige Mehrheit besaß. Nach einer Versetzung des Vaters in die bosnische Stadt Bihač, in der Stefančič 1941 den Einmarsch der deutschen Armee und den Terror der NDH (Unabhängiger Staat Kroatien) miterlebte, kam die Familie in die slowenische Stadt Ljubljana, die zu dieser Zeit unter italienischer Besetzung stand. Im Frühjahr 1943 schloss sich Stefančič der OF (Slowenische Widerstandsorganisation) an. Am 21. Januar 1944 wurde er in Ljubljana verhaftet und nach drei Wochen Haft in das KZ Dachau transportiert.

## Konzentrationslager
In KZ Dachau bekam Stefančič die Häftlingsnummer 63839 und wurde nach wenigen Wochen weitertransportiert. Am 10. März 1944 erreichte er das KZ Markirch (St. Marie aux Mines), ein Außenlager des KZs Natzweiler im Elsass. Als Häftling mit der Nummer 8482 arbeitete er an der Errichtung einer unterirdischen Flugzeugfabrik mit. Aufgrund seiner Deutschkenntnisse war er für eine Zeit lang Telefonist. Weil er sich eine Verletzung an der linken Hand zuzog, blieb er im Lager, etwas später folgte die Beförderung zum Pförtner des Lagers. Nach seiner Genesung schickte man ihn wieder zur Arbeit in den Tunnel, wo er am Betonmischer eingesetzt wurde. Danach erfolgte zusammen mit anderen minderjährigen Häftlingen die Verlegung in das KZ Natzweiler. In diesem Lager wurde er im Revier zum Hilfspfleger. Im August 1944 folgte die Überstellung in das KZ Mauthausen, wo Stefančič die Häftlingsnummer 91272 erhielt. Nach ein paar Tagen im Quarantäneblock schickte man ihn in das vier Kilometer entfernte KZ Gusen I. Er arbeitete an einem Salzbad in einer Messerschmitt Flugzeugproduktionswerkstätte. Im April 1945 wurde Stefančič in das angrenzende KZ Gusen II versetzt, wo er im Tunnel „Bergkristall“ erneut an einem Salzbad eingesetzt wurde.

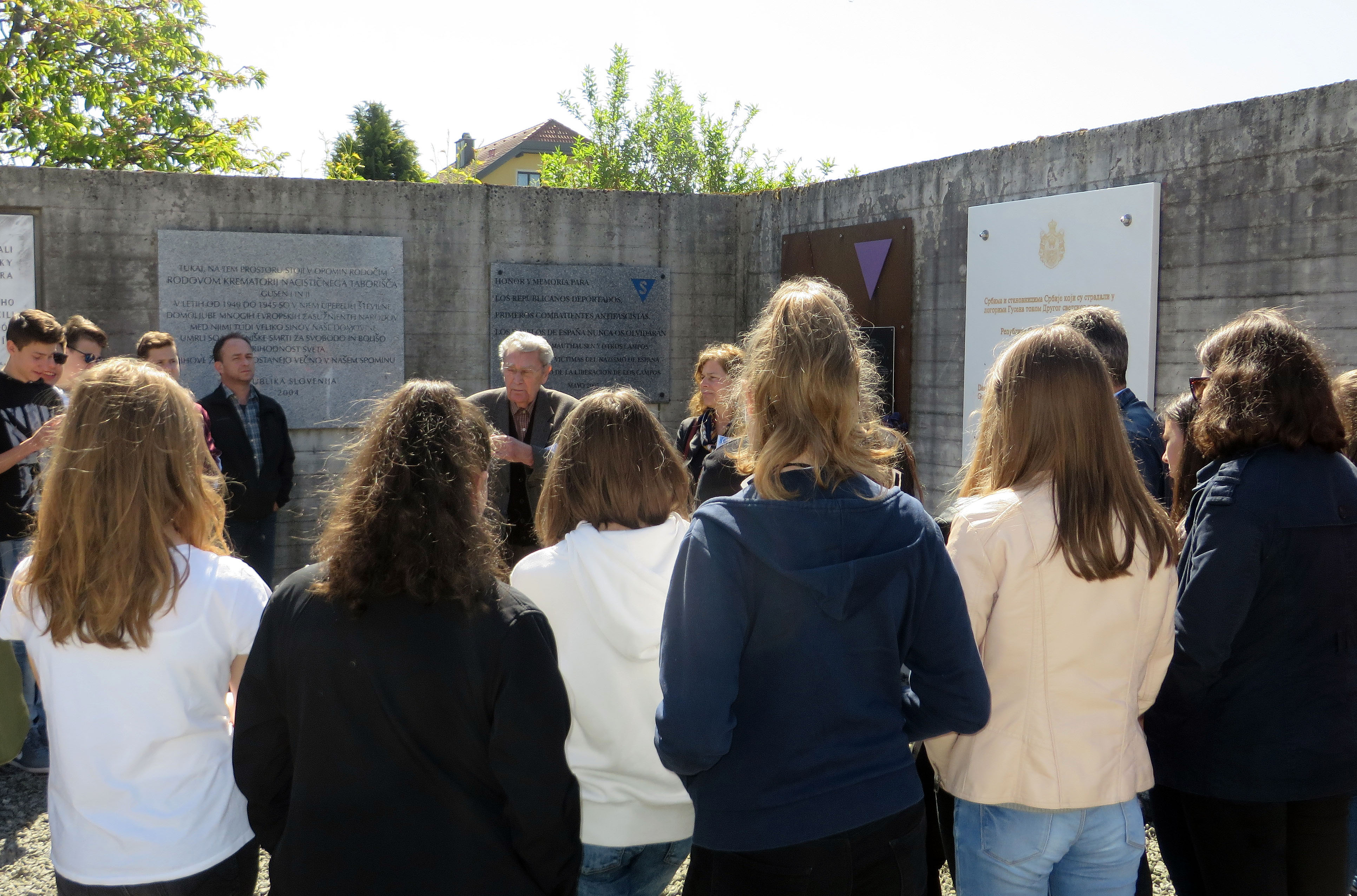
Dušan Stefančič mit slowenischen Schülern im KZ Gusen I 2017

## Heimkehr
Am 5. Mai 1945 wurde das KZ schließlich von den amerikanischen Einheiten befreit. Diese organisierten für die Überlebenden in den folgenden Wochen einen Zug von Perg nach Wien und weiter nach Slowenien. In Wien erfuhren sie, dass der Semmering-Pass schon geöffnet war und deshalb bestiegen sie einen Zug nach Graz. Einen Tag später fuhren sie weiter nach Šentilj in Slowenien. In Maribor wurden die Überlebenden ärztlich untersucht und noch am selben Tag kamen sie in Ljubljana an. Stefančič musste dort noch die letzte Nacht im Marijanišče (Rückkehrzentrum) verbringen. Am 14. Juni kam er schließlich zuhause an. Vierzehn Tage später musste er schon wieder in die Schule gehen.

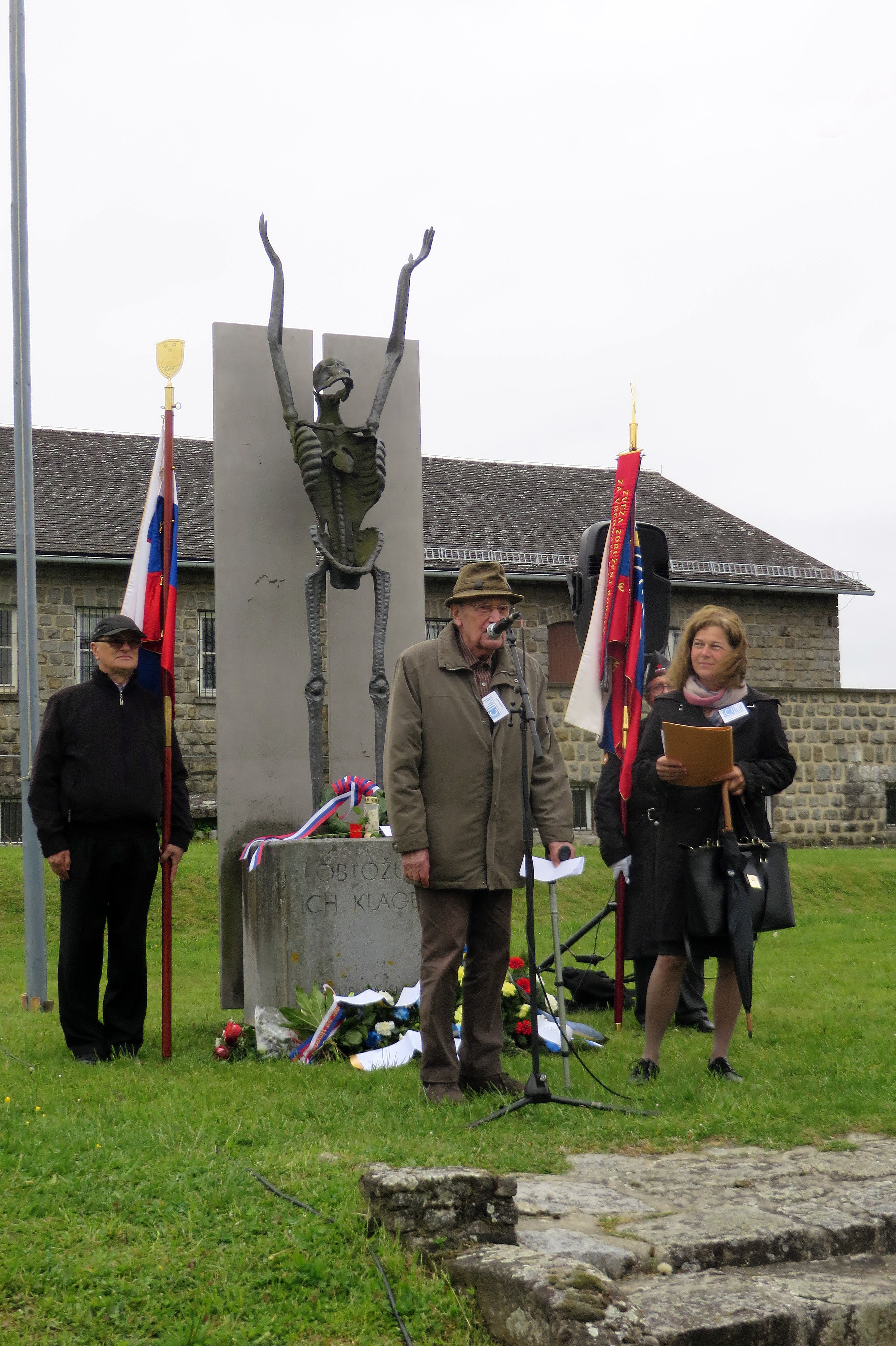
Dušan Stefančič hält eine Rede vor dem slowenischen Denkmal im KZ Mauthausen 2017

## Leben bis heute
In Ljubljana setzte er das Gymnasium fort, das er 1946 mit dem Abitur abschloss. Anschließend war er beim Filmstudio Triglav-Film als Industriemechaniker beschäftigt. Nach einigen Jahren begann er Jura zu studieren. Als diplomierter Jurist arbeitete er danach bei der Firma Litostroj beim Export von Wasserkraftwerken und bei der Ljubljanska Banka im Bereich der Kommunikation mit anderen Banken. Dann war er für verschiedene Firmen tätig und verbrachte acht Jahre lang in Indien in Chennai und Neu-Delhi. Seine Pension verbringt er bis heute in Ljubljana und Gornji Grad.

## Einsatz und Auszeichnungen
Dušan Stefančič war von 2007 bis 2011 Präsident des Internationalen Mauthausen Komitees und ist seit 2000 Präsident des slowenischen Mauthausen-Komitees. Heute ist er Ehrenpräsident des Internationalen Mauthausen Komitees. Unermüdlich ist Stefančič in seiner Arbeit mit Jugendlichen, z. B. in Form von Vorträgen an Schulen, in denen er über seine Erfahrungen in den Konzentrationslagern spricht. Außerdem ist er oft Ehrenredner auf verschiedenen Gedenkveranstaltungen.
Er wurde 2003 mit dem Großen Ehrenzeichen für Verdienste um die Republik Österreich geehrt. 2001 erhielt er vom Internationalen Mauthausen Komitee eine Auszeichnung für Verdienste. 2013 verlieh ihm der Verein eine goldene Plakette. 2020 wurde Dušan Stefančič mit dem Austrian Holocaust Memorial Award des Vereins Österreichischer Auslandsdienst ausgezeichnet.